# Acrocyrtidus attenuatus
Acrocyrtidus attenuatus är en skalbaggsart som först beskrevs av Maurice Pic 1927.  Acrocyrtidus attenuatus ingår i släktet Acrocyrtidus och familjen långhorningar. Inga underarter finns listade i Catalogue of Life.